# Aéroport de Magenta
L'aéroport de Nouméa-Magenta (code IATA : GEA • code OACI : NWWM) est un aéroport intérieur de la Nouvelle-Calédonie, situé dans le quartier de Magenta à Nouméa, le chef-lieu, et à une cinquantaine de kilomètres de l'aéroport international de Nouméa - La Tontouta.

## Historique

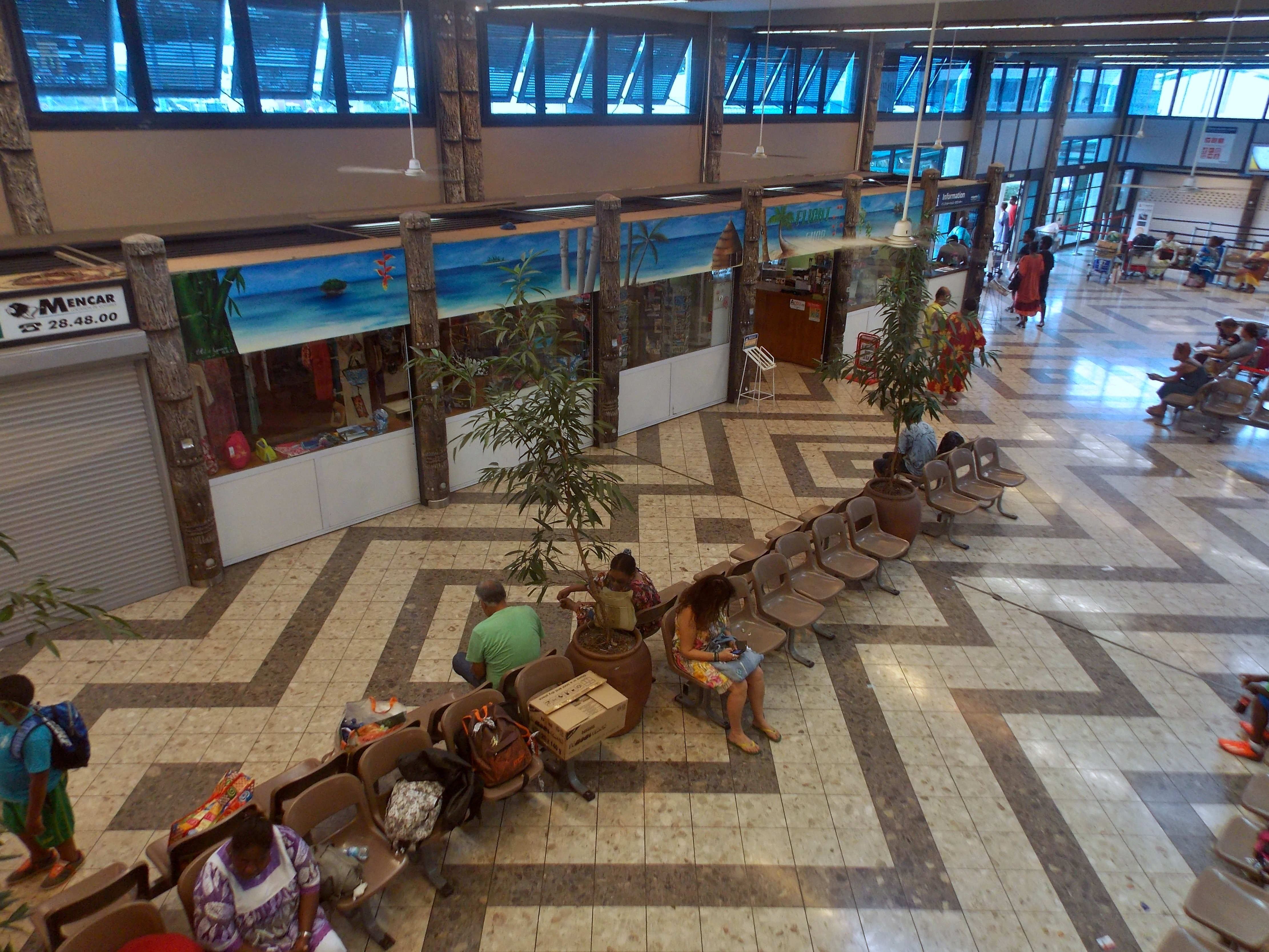
Hall d'attente de l'aérogare de Magenta, en 2016.

- 1931 : premier vol de biplan sur la plage de Magenta, située sur le littoral est de Nouméa.
- 1934 : création de l'association de L'Aéro-club Calédonien.
- 1942 : Arrivée de la Poppy Force, division de l'armée américaine commandée par le général Patch, qui fait de la Nouvelle-Calédonie l'une des principales bases aéronavales du Pacifique de l'US Army. Un aérodrome militaire est donc construit en bordure de la plage de Magenta, à l'emplacement d'un ancien hippodrome.
- 1956 : Ouverture de l'aérodrome à la circulation aérienne civile, deux ans après la création de la première compagnie aérienne domestique calédonienne, la Transpac, ancêtre d'Air Calédonie, qui assure des liaisons régulières entre Nouméa, l'île des Pins et les îles Loyauté.
- années 1970 : construction de la première aérogare, d'une capacité de 100 000 personnes.
- 2001 : fin des travaux et ouverture de la nouvelle aérogare, plus vaste que la précédente, avec une capacité de plus de 300 000 personnes.

## Situation
| \| 30 km1:3 725 000 \| Tiga Maré Lifou Koumac Koné Bélep Ouvéa Île des Pins Nouméa La Tontouta Nouméa Magenta Touho Bourail Canala La Foa |
| 30 km1:3 725 000 |

| Tahiti Bora Bora Cayenne Pointe à Pitre Fort de France Moorea Nouméa · Magenta Nouméa · La Tontouta Wallis La Réunion · St Denis Saint-Pierre · Pierrefonds Mayotte St Martin-Espérance |

## Activité
L'aéroport Nouméa Magenta a accueilli 372 581 passagers (+7,8 %) en 2009.
L'aéroport de Magenta est la base principale de la compagnie locale publique Air Calédonie, et sert aussi de hub à la compagnie Air Loyauté, qui dépend de la Société d’investissement et de développement des Iles Loyauté (SODIL), qui gère les différents investissements et entreprises publiques appartenant à la province des îles Loyauté. Ces deux compagnies relient Nouméa aux îles Loyauté, à la Province Nord et à l'île des Pins. L'aéroport loge le siège social d'Air Calédonie.
L'aérodrome de Magenta est également la base de la compagnie Air Alizé qui réalise les vols médicaux urgents sur le territoire et les iles voisines depuis 2006  et propose aussi un service d'avions taxi.
L'aérodrome de Magenta sert également de base à trois entreprises de travail aérien sur hélicoptères, Hélicocéan qui dispose d'une école de pilotage et d'un centre de maintenance aéronautique, Heli-inter Calédonie et Hélitourisme.
L'association Aéroclub calédonien, fondée en 1935, est logée dans un des hangars situés entre la piste et le bord de mer. Elle dispose d'une école de pilotage.

## Compagnies et destinations
| Compagnies    | Destinations |
| ------------- | --- |
| Air Calédonie | - Bélep-Wala, - Île des Pins-Moue, - Koné, - Koumac, - Lifou-Wanaham, - Maré - La Roche, - Ouvéa-Ouloup, - Tiga, - Touho |

Édité le 14/07/2022
Actualisé le 12/11/2022